# 最小着火エネルギー
最小着火エネルギー（さいしょうちゃっかエネルギー、英: Minimum ignition energy、MIE）は、例えば静電気放電によって、可燃性の蒸気、ガスまたは塵雲を点火するのに必要なエネルギーの最小量である。 燃料と空気の混合物の着火は、点火ゾーン付近の熱の放出速度が伝導による熱損失よりも大きい場合にのみ可能である。 放射による熱損失は無視できると考えられているため考慮されておらず、着火過程は定常かつ一次元であると仮定されている。 MIEはジュール（J）で測定される。
酸素中と水素、不飽和炭化水素およびアルカンなどの混合気は、最も低いMIEを有する.1〜100μJの範囲である。 空気中のアルカン、留出物燃料、ハイブリッド混合物および非常に敏感な粉塵は、0.1〜10mJのMIE範囲を有する。 可燃性粉塵は、0.01〜10JのMIE範囲を有する。
大部分の材料では、化学量論的濃度は炭素および水素の含有量から計算することができ、典型的には、爆発下限界（LFL）の約2倍である。 最も低い点火エネルギー値は、化学量論的燃焼濃度では殆ど起こらない。 より重いガスの場合、最小値は化学量論的濃度よりわずかに上回り、水素などの軽いガスはわずかに下回る。